# Pulheim (plaats en gemeente)
Pulheim is een stad en gemeente in de Duitse deelstaat Noordrijn-Westfalen, gelegen in de Rhein-Erft-Kreis. De gemeente telt 54.636 inwoners (31 december 2020) op een oppervlakte van 72,15 km².

## Plaatsen in de gemeente Pulheim
- Brauweiler
- Dansweiler
- Freimersdorf
- Geyen
- Ingendorf
- Manstedten
- Orr
- Pulheim
- Sinnersdorf
- Sinthern
- Stommelerbusch
- Stommeln

## Geboren
- Juliane Wirtz (2002), voetbalster

## Afbeeldingen

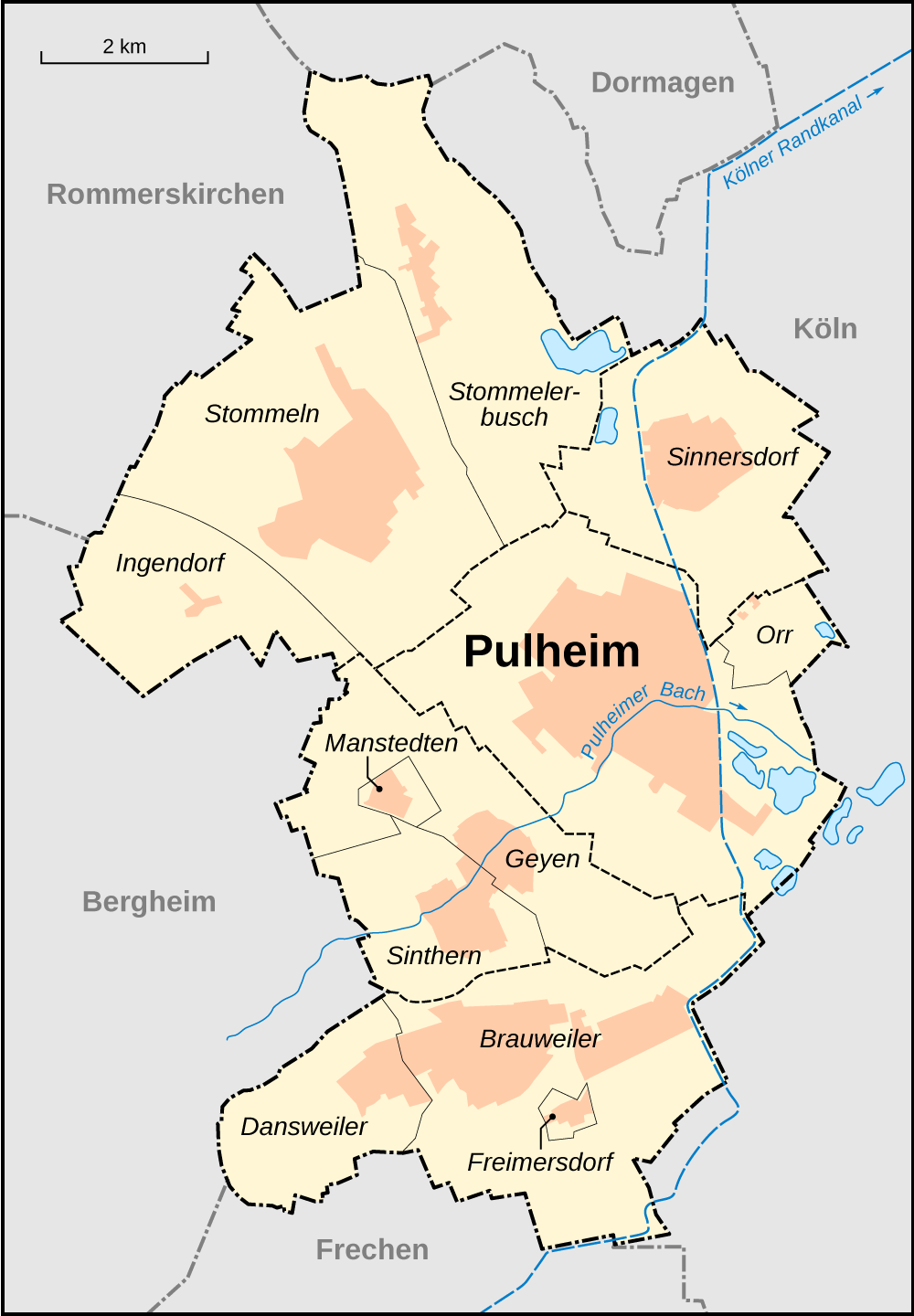
Ortsteile van Pulheim
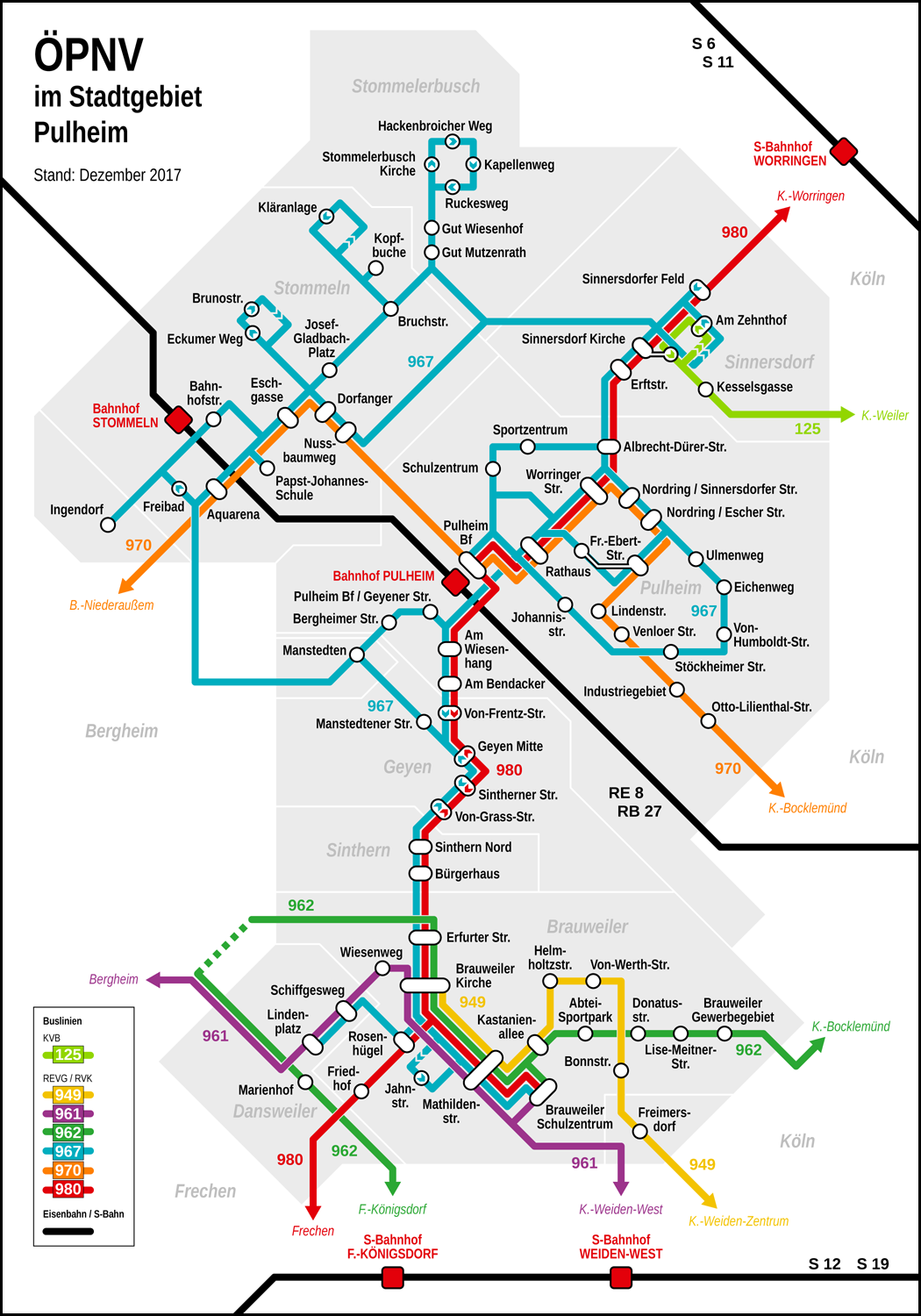
Openbaar vervoer in Pulheim
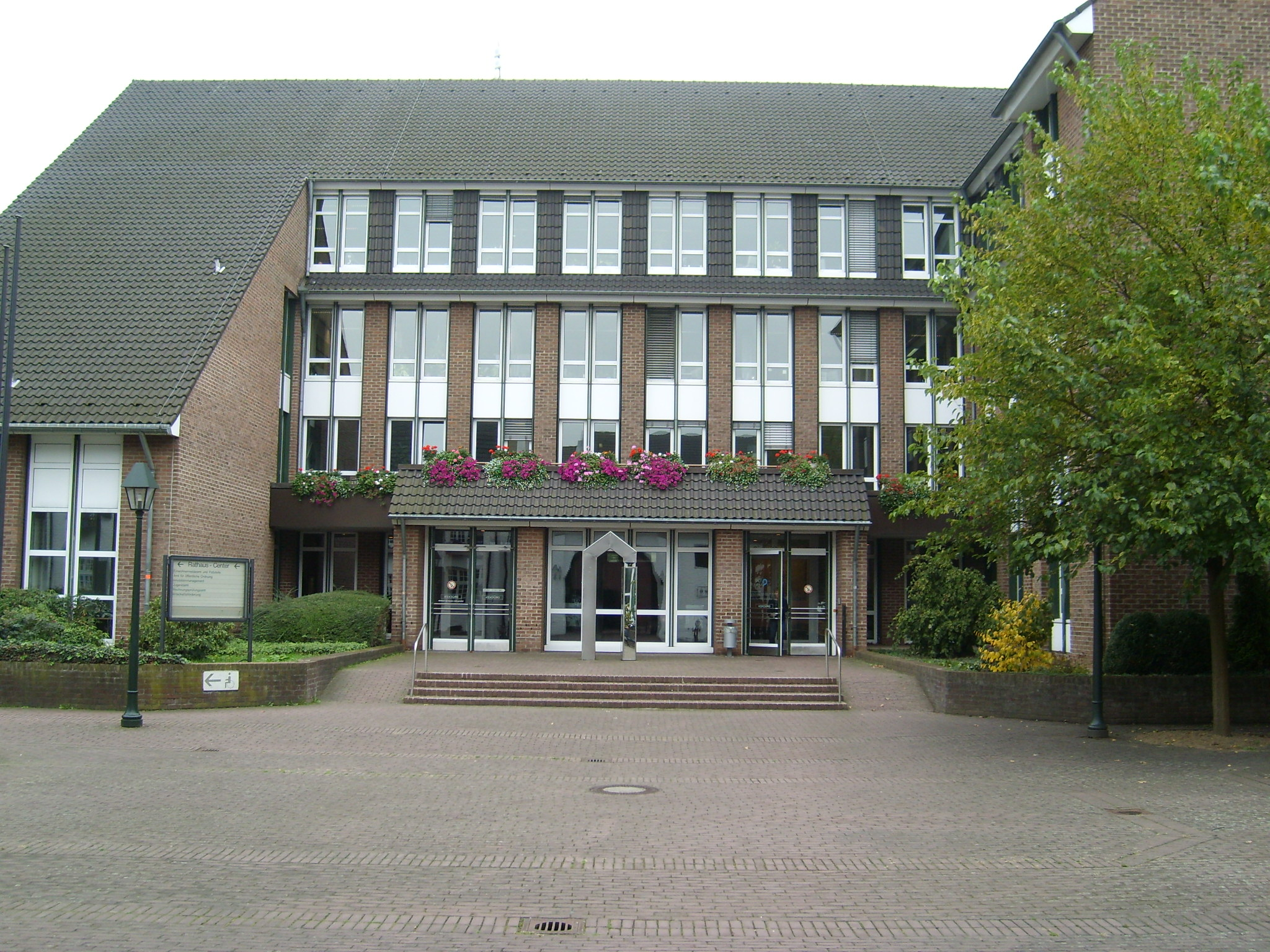
Gemeentehuis
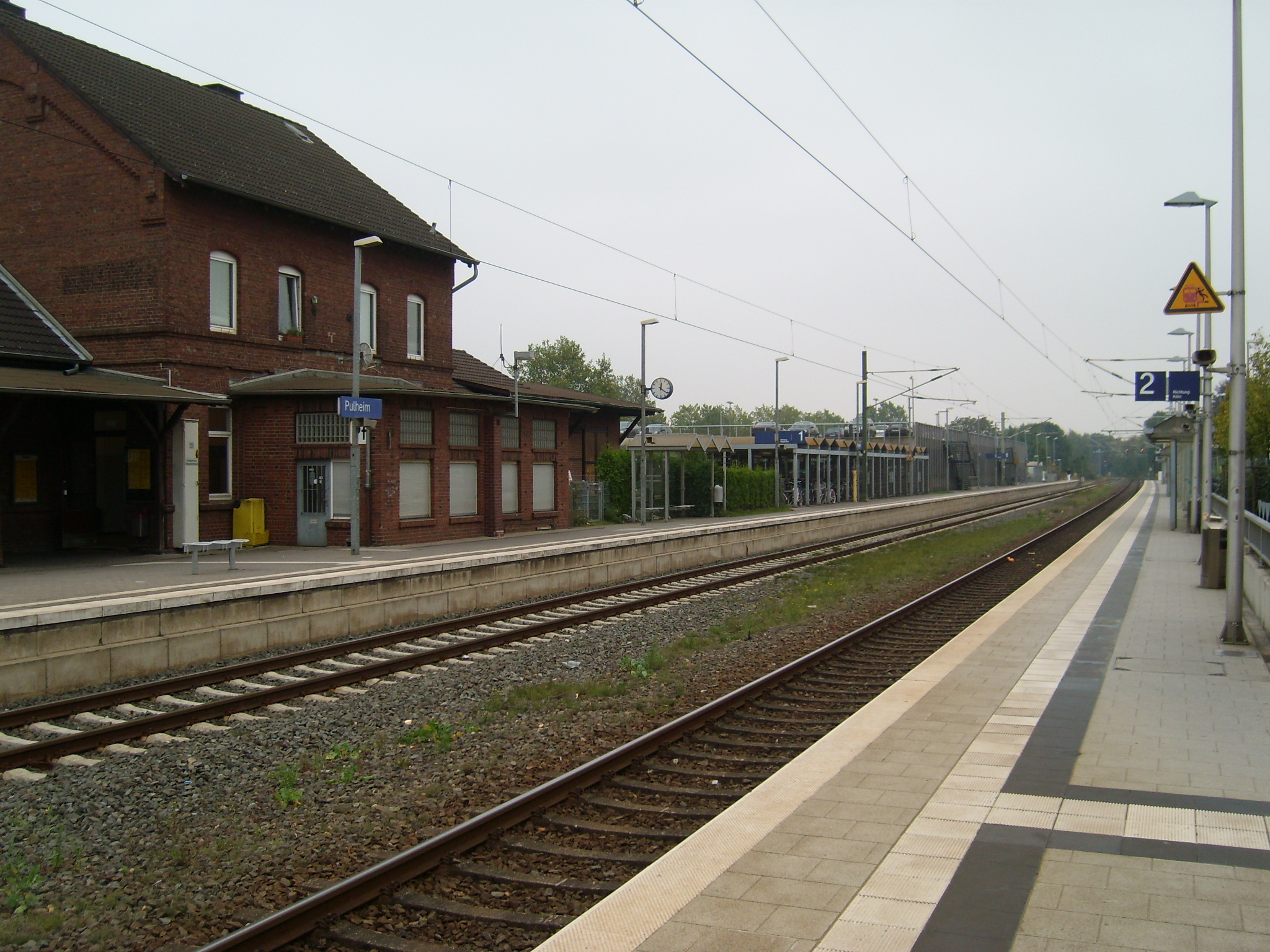
Station Pulheim
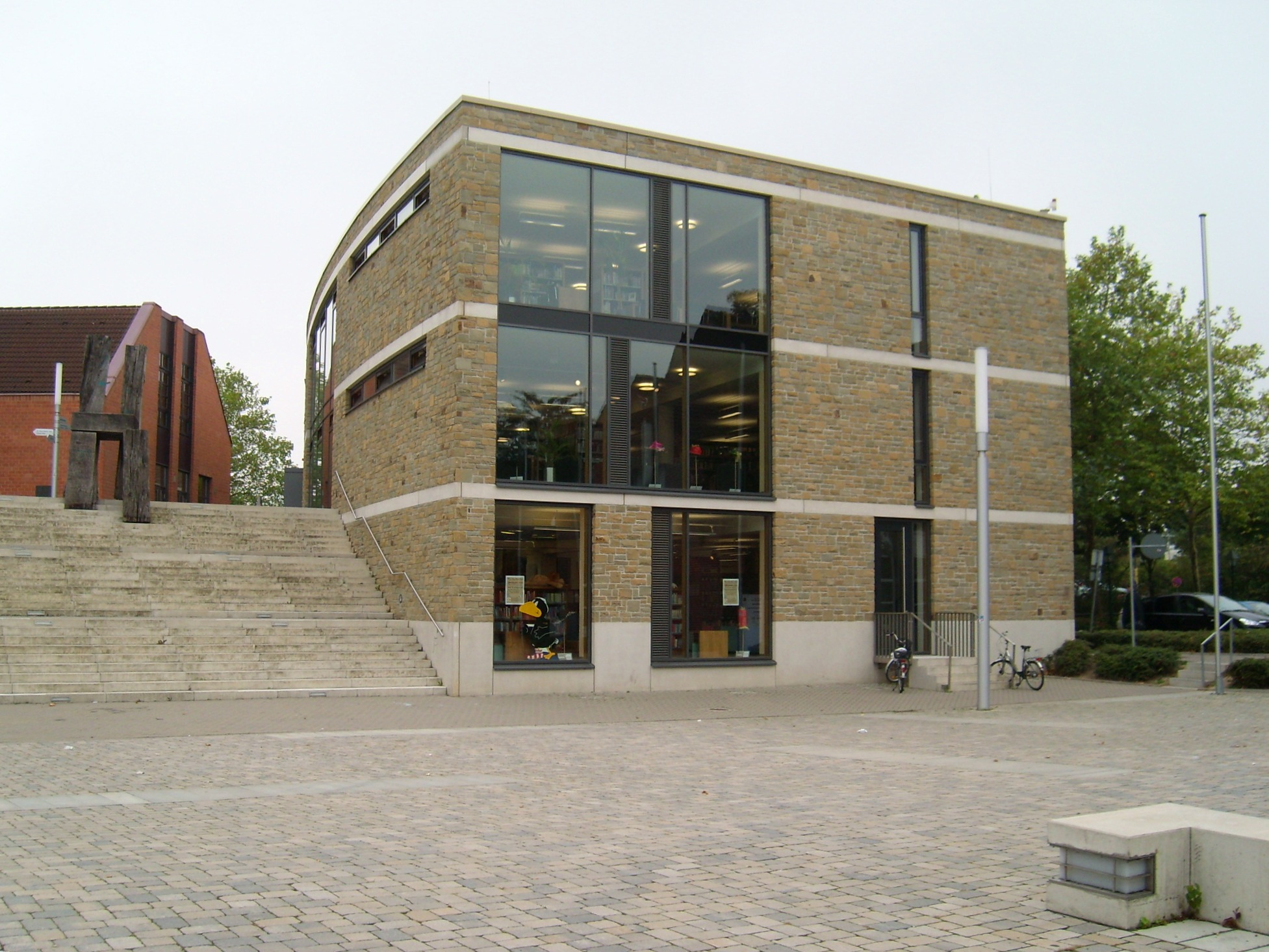
Bibliotheek
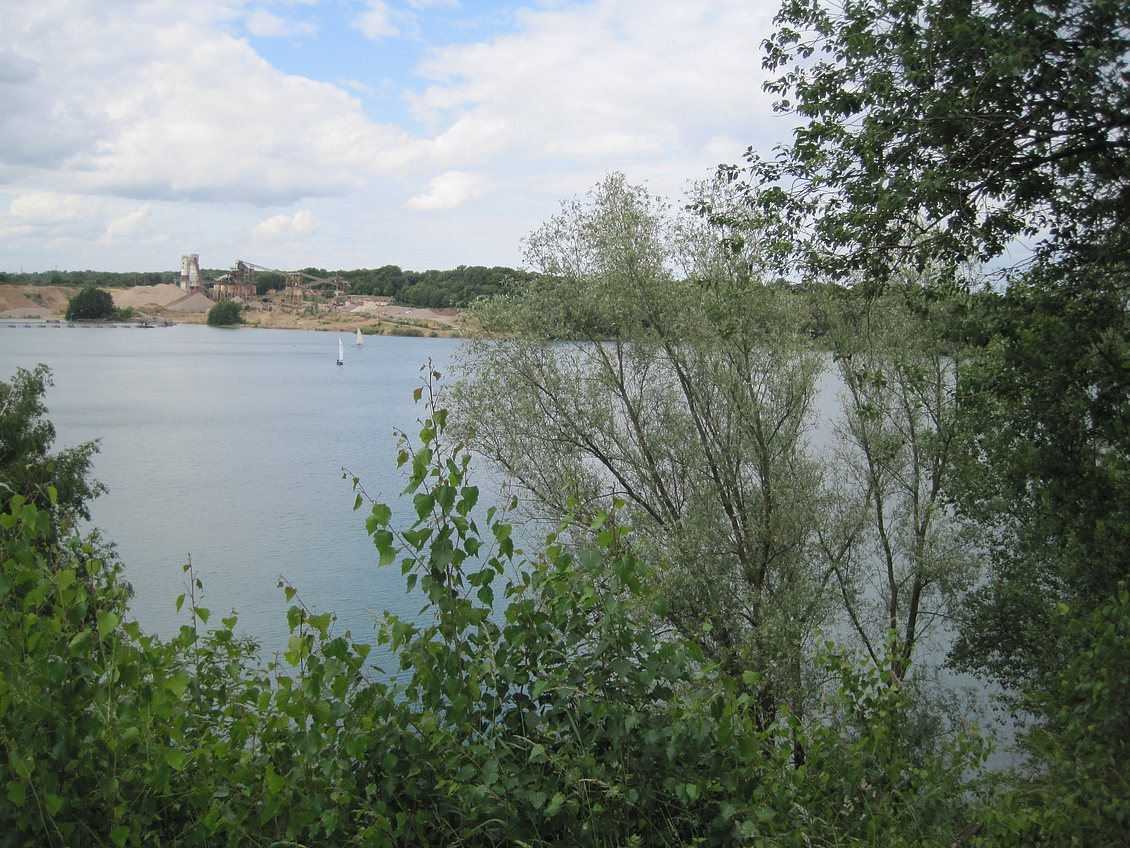
Pulheimer See
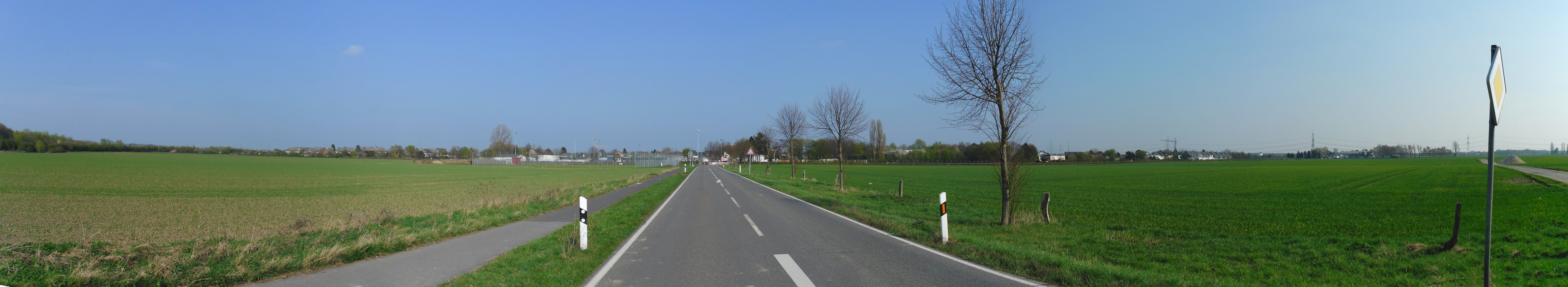
Gezicht op Sinnersdorf

Bedburg · Bergheim · Brühl · Elsdorf · Erftstadt · Frechen · Hürth · Kerpen · Pulheim · Wesseling